# Bréville-les-Monts
Pour les articles homonymes, voir Bréville.
Bréville-les-Monts est une commune française, située dans le département du Calvados en région Normandie, peuplée de 651 habitants (les Brévillais).

## Géographie
La commune est au nord de la plaine de Caen, aux portes du pays d'Auge. Son bourg est à 9 km au sud-est d'Ouistreham, à 10 km au sud-ouest de Cabourg et à 14 km au nord-est de Caen.
| Amfreville    | Amfreville, Merville-Franceville-Plage | Gonneville-en-Auge |
| Ranville      | Bréville-les-Monts                     | Bavent             |
| Hérouvillette | Escoville                              | Bavent             |

Le 1er janvier 2017, la commune passe de l'arrondissement de Caen à celui de Lisieux

### Hydrographie
La commune est située dans le bassin Seine-Normandie. Elle est drainée par le Douet des Grichauts,.

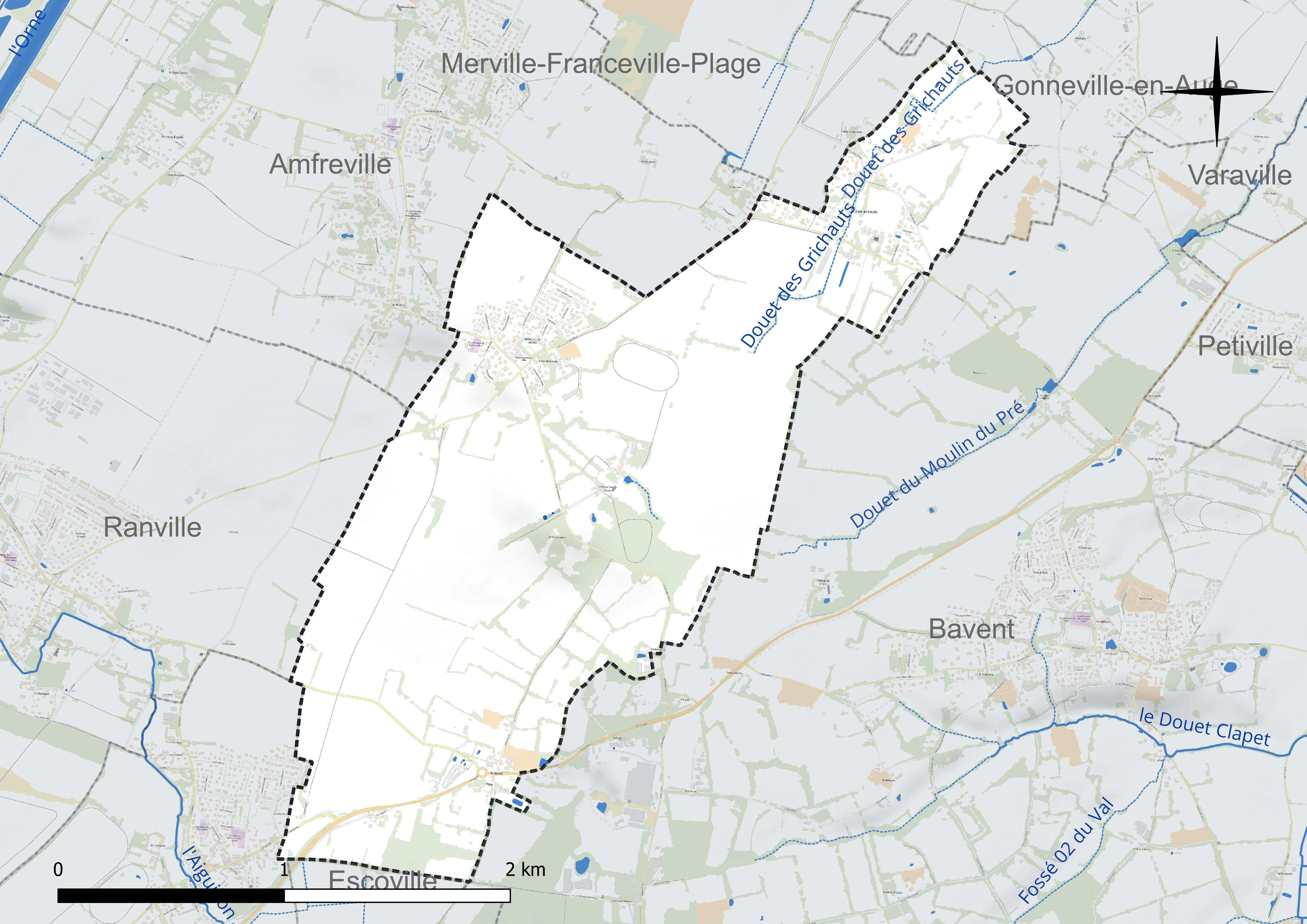
Réseau hydrographique de Bréville-les-Monts.

### Climat
Pour des articles plus généraux, voir Climat de la Normandie et Climat du Calvados.
En 2010, le climat de la commune est de type climat océanique altéré, selon une étude du CNRS s'appuyant sur une série de données couvrant la période 1971-2000. En 2020, Météo-France publie une typologie des climats de la France métropolitaine dans laquelle la commune est exposée à un climat océanique et est dans la région climatique Normandie (Cotentin, Orne), caractérisée par une pluviométrie relativement élevée (850 mm/a) et un été frais (15,5 °C) et venté. Parallèlement le GIEC normand, un groupe régional d'experts sur le climat, différencie quant à lui, dans une étude de 2020, trois grands types de climats pour la région Normandie, nuancés à une échelle plus fine par les facteurs géographiques locaux. La commune est, selon ce zonage, exposée à un « climat des plateaux abrités », correspondant à la plaine agricole de Caen à Falaise, sous le vent des collines de Normandie et proche de la mer, se caractérisant par une pluviométrie et des contraintes thermiques modérées.
Pour la période 1971-2000, la température annuelle moyenne est de 10,6 °C, avec  une amplitude thermique annuelle de 12,1 °C. Le cumul annuel moyen de précipitations est de 697 mm, avec 11,5 jours de précipitations en janvier et 7,3 jours en juillet. Pour la période 1991-2020, la température moyenne annuelle observée sur la station météorologique la plus proche, située sur la commune de Sallenelles à 3 km à vol d'oiseau, est de 11,8 °C et le cumul annuel moyen de précipitations est de 735,8 mm,. Pour l'avenir, les paramètres climatiques de la commune estimés pour 2050 selon différents scénarios d'émission de gaz à effet de serre sont consultables sur un site dédié publié par Météo-France en novembre 2022.

## Urbanisme

### Typologie
Au 1er janvier 2024, Bréville-les-Monts est catégorisée commune rurale à habitat dispersé, selon la nouvelle grille communale de densité à 7 niveaux définie par l'Insee en 2022.
Elle est située hors unité urbaine. Par ailleurs la commune fait partie de l'aire d'attraction de Caen, dont elle est une commune de la couronne,. Cette aire, qui regroupe 296 communes, est catégorisée dans les aires de 200 000 à moins de 700 000 habitants,.

### Occupation des sols
L'occupation des sols de la commune, telle qu'elle ressort de la base de données européenne d'occupation biophysique des sols Corine Land Cover (CLC), est marquée par l'importance des territoires agricoles (91,3 % en 2018), en diminution par rapport à 1990 (92,5 %). La répartition détaillée en 2018 est la suivante : 
terres arables (65,6 %), zones agricoles hétérogènes (14,7 %), prairies (10,9 %), zones urbanisées (8,7 %). L'évolution de l'occupation des sols de la commune et de ses infrastructures peut être observée sur les différentes représentations cartographiques du territoire : la carte de Cassini (XVIIIe siècle), la carte d'état-major (1820-1866) et les cartes ou photos aériennes de l'IGN pour la période actuelle (1950 à aujourd'hui).

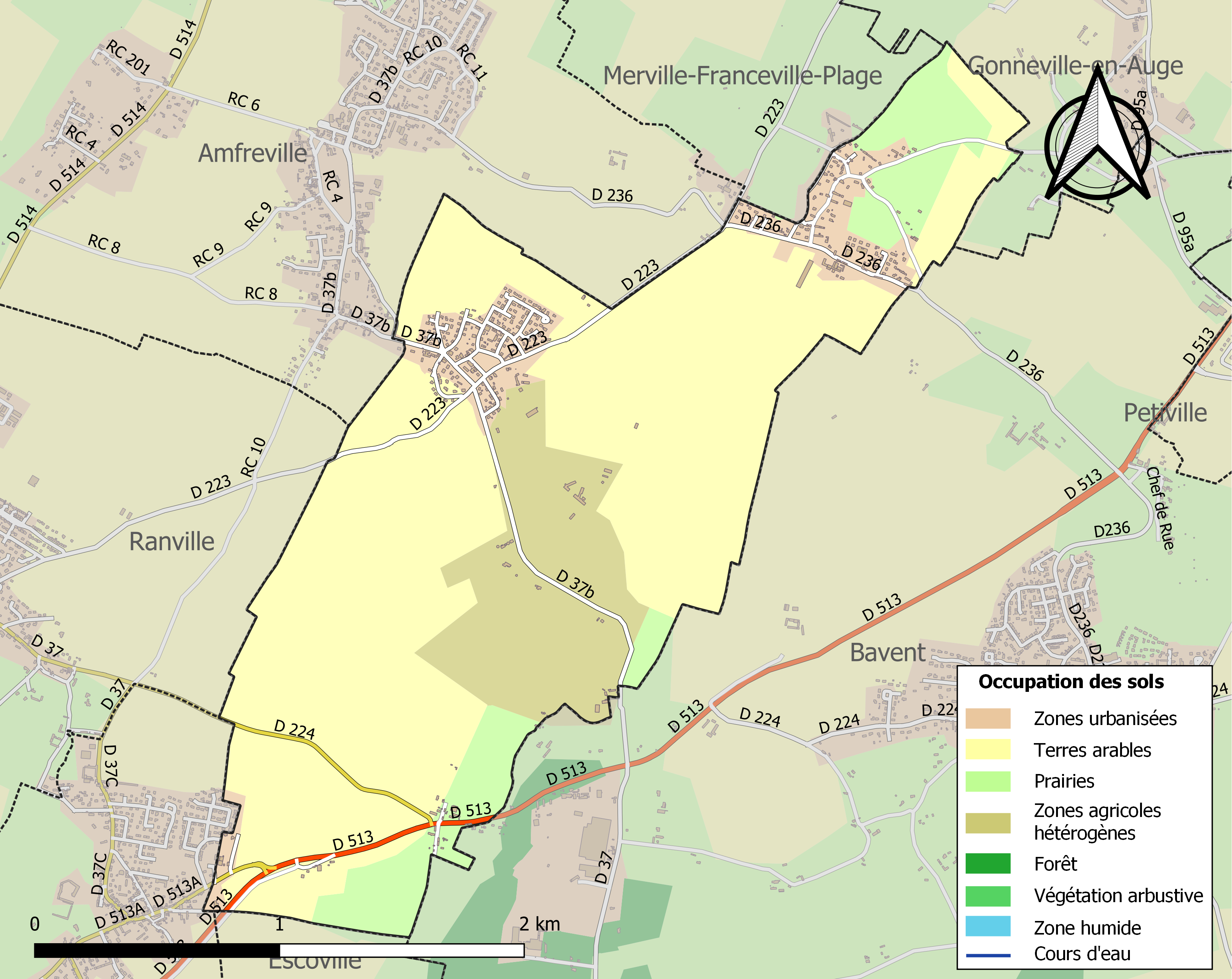
Carte des infrastructures et de l'occupation des sols de la commune en 2018 (CLC).

## Toponymie
Le nom de la localité est attesté sous les formes [Normannus de] Breitvilla en 1080 - 1082 (Lucien Musset, Abbayes Caennaises 7) ; Brivilla en 1108 et 1133 ; Brevilla en 1198 ; Saint Pierre de Breville en 1328 (AC, H 636).
Le second élément est l'ancien français vile, latinisé en villa, dans son sens originel de « domaine rural » hérité du latin villa rustica. Il est précédé d'un nom de personne comme c'est le cas pour la plupart des formations en -ville.
Le premier élément Bré- représenterait l'anthroponyme germanique Bero, ou un hypothétique *Bladher, ou bien comme le laisse penser la forme la plus ancienne que ces auteurs ne connaissaient pas, le nom de personne Bret « le Breton » que l'on trouve au féminin dans les Bretteville.
Marie-Thérèse Morlet, dans le doute, ne fait figurer aucun Bréville dans son ouvrage sur les noms de personnes contenus dans les noms de lieux,.
Si Bero explique bien les différents Berville de Normandie (à moins d'y voir dans certains cas le nom de personne féminin scandinave Bera), de Lorraine, etc. cf. Berville (Seine-Maritime, Berreville, Berville XIIe siècle), ainsi que Bréville (Charente, Berovilla en 1220), l'aspect des formes anciennes des différents Bréville de Normandie rend difficile cette explication, car on ne trouve aucune trace de la métathèse de [r] supposée par ces auteurs.
Remarque : il existe les noms de personnes norrois Breiðr et Breði, l'adjectif breiðr de même origine ayant été proposé pour expliquer le premier élément de Brestot (Eure, Breitot 1080), ainsi que Brévy, Bréhoulles, Bréholles, Brébec, Brémare, Brélonde qui ont tous comme second élément un appellatif d'origine scandinave.
Le 26 août 2004 avec le décret no 2004-886, Bréville devient Bréville-les-Monts.

## Histoire
Dans la nuit du 5 au 6 juin 1944, les parachutistes britanniques de la 5e brigade de la 6e division aéroportée sautent entre Ranville et Bréville. Ils rejoignent les commandos du major Howard qui ont réussi à s'emparer du pont de Bénouville (Pegasus Bridge) sur le canal de Caen et du pont de Ranville sur l'Orne. Mais au contraire de Ranville, Bréville, situé sur une hauteur, permet à la 346e division allemande de repousser les Britanniques à l'aube du 6 juin 1944. Le village ne sera pris qu'au bout de plusieurs jours et le front ne progressera quasiment plus dans la zone pendant plus de deux mois.

## Politique et administration

### Budget et fiscalité 2014
En 2014, le budget de la commune était constitué ainsi :
- total des produits de fonctionnement : 328 000 €, soit 501 € par habitant ;
- total des charges de fonctionnement : 326 000 €, soit 498 € par habitant ;
- total des ressources d'investissement : 51 000 €, soit 77 € par habitant ;
- total des emplois d'investissement : 48 000 €, soit 73 € par habitant ;
- endettement : 181 000 €, soit 276 € par habitant.

Avec les taux de fiscalité suivants :
- taxe d'habitation : 12,15 % ;
- taxe foncière sur les propriétés bâties : 23,09 % ;
- taxe foncière sur les propriétés non bâties : 36,63 % ;
- taxe additionnelle à la taxe foncière sur les propriétés non bâties : 0,00 % ;
- cotisation foncière des entreprises : 0,00 %.

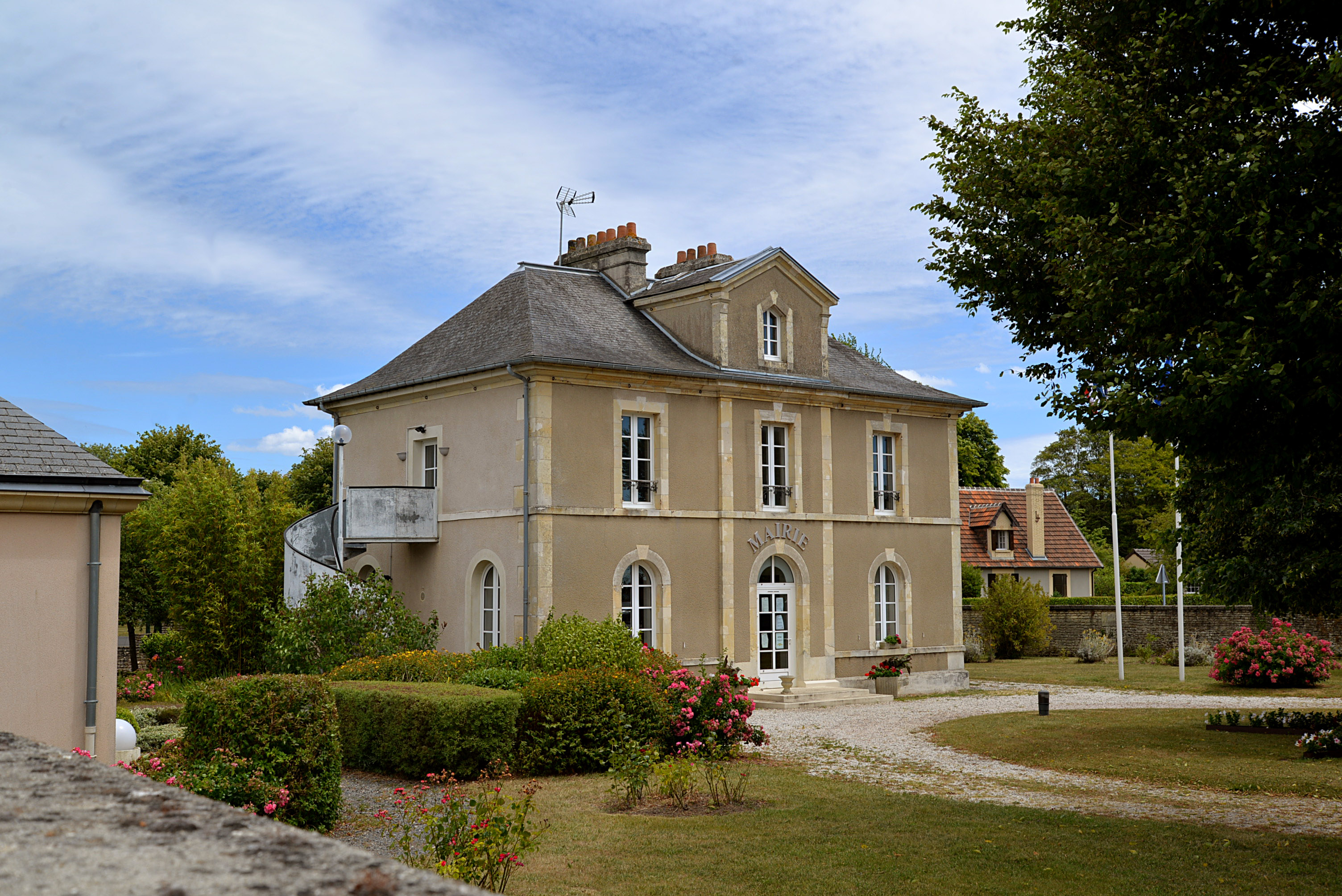
La mairie.

### Liste des maires
| Période                                  | Période   | Identité           | Étiquette | Qualité              |
| ---------------------------------------- | --------- | ------------------ | --------- | -------------------- |
| juin 1995                                | mars 2001 | Guy Lechartier     |           |                      |
| mars 2001                                | mars 2014 | Joëlle Giroud-Viel |           |                      |
| mars 2014                                | 2020      | Sandrine Fosse     | SE        | Exploitante agricole |
| 2020                                     | En cours  | Jean-Marc Paiola   |           |                      |
| Les données manquantes sont à compléter. |           |                    |           |                      |

Le conseil municipal est composé de quinze membres dont le maire et trois adjoints.

### Résultat des élections municipales de mars 2008
L'opposition n'ayant pas réussi à constituer une liste, la liste sortante, conduite par madame Giroud-Viel est réélue dans sa totalité avec 92 % des suffrages exprimés et une participation de 71 %.

## Démographie
L'évolution du nombre d'habitants est connue à travers les recensements de la population effectués dans la commune depuis 1793. Pour les communes de moins de 10 000 habitants, une enquête de recensement portant sur toute la population est réalisée tous les cinq ans, les populations de référence des années intermédiaires étant quant à elles estimées par interpolation ou extrapolation. Pour la commune, le premier recensement exhaustif entrant dans le cadre du nouveau dispositif a été réalisé en 2004.
En 2022, la commune comptait 651 habitants, en évolution de −0,15 % par rapport à 2016 (Calvados : +1,58 %, France hors Mayotte : +2,11 %).
| 1793 | 1800 | 1806 | 1821 | 1831 | 1841 | 1846 | 1851 | 1856 |
| ---- | ---- | ---- | ---- | ---- | ---- | ---- | ---- | ---- |
| 328  | 323  | 377  | 344  | 319  | 314  | 326  | 380  | 369  |

| 1861 | 1866 | 1872 | 1876 | 1881 | 1886 | 1891 | 1896 | 1901 |
| ---- | ---- | ---- | ---- | ---- | ---- | ---- | ---- | ---- |
| 352  | 316  | 308  | 267  | 258  | 257  | 226  | 217  | 207  |

| 1906 | 1911 | 1921 | 1926 | 1931 | 1936 | 1946 | 1954 | 1962 |
| ---- | ---- | ---- | ---- | ---- | ---- | ---- | ---- | ---- |
| 205  | 203  | 237  | 262  | 240  | 248  | 159  | 247  | 301  |

| 1968 | 1975 | 1982 | 1990 | 1999 | 2004 | 2006 | 2009 | 2014 |
| ---- | ---- | ---- | ---- | ---- | ---- | ---- | ---- | ---- |
| 387  | 441  | 529  | 515  | 565  | 677  | 677  | 655  | 651  |

| 2019 | 2022 | - | - | - | - | - | - | - |
| ---- | ---- | - | - | - | - | - | - | - |
| 660  | 651  | - | - | - | - | - | - | - |

## Culture locale et patrimoine

### Lieux et monuments
- Ruines de l'ancienne église Saint-Pierre, inscrites monument historique[35], comportant notamment une Vierge à l'Enfant de la fin du XVIIe siècle. La nouvelle église a été construite à côté, en 1960[36].
- Manoir de Saint-Côme XVIe siècle.
- Château d'Amphernet, construit en 1810[37].
- Monument aux morts[38].
- Lavoir du Bas de Bréville sur le Douet des Grichauts.

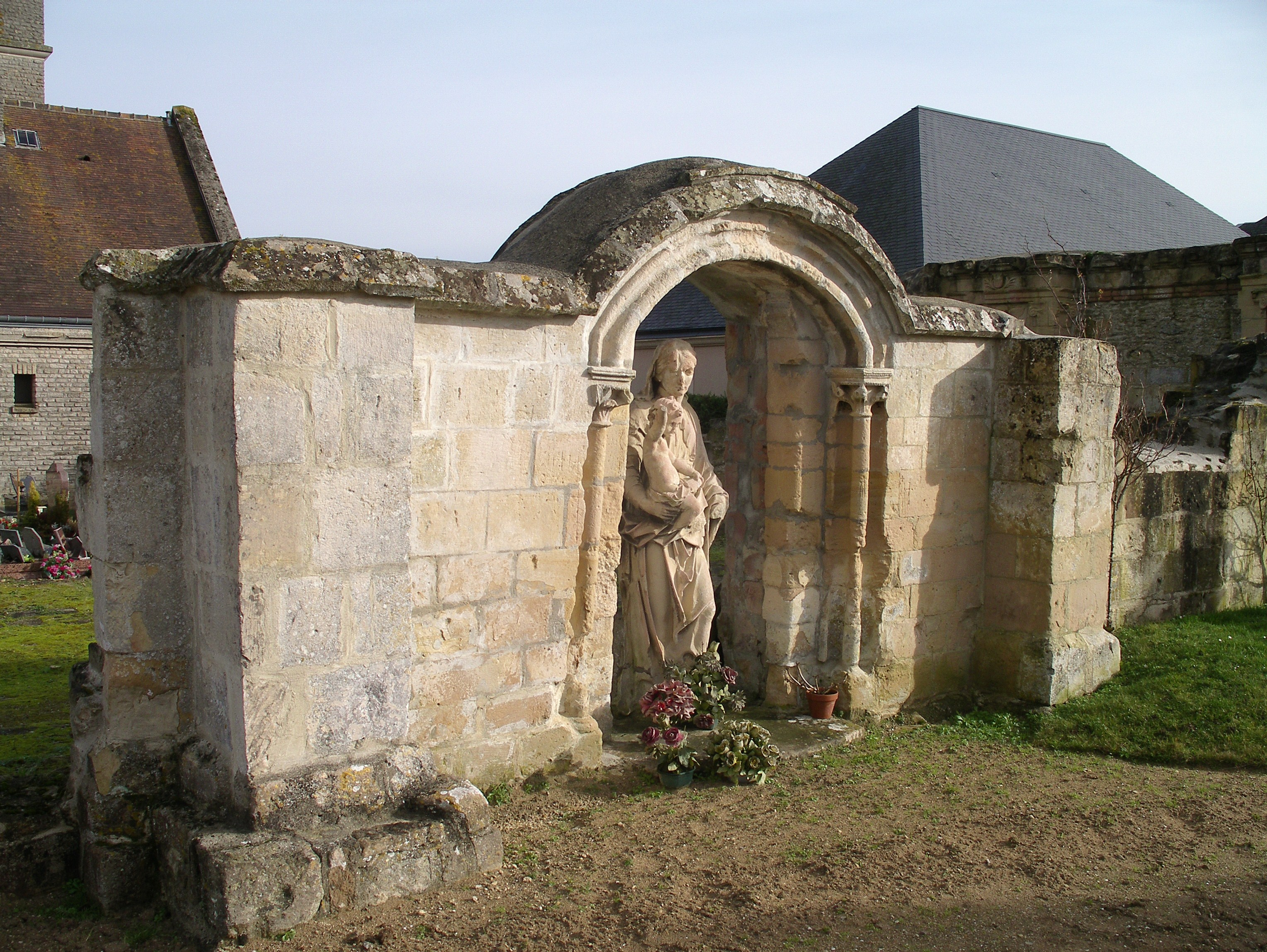
Vestiges de l'église Saint-Pierre.
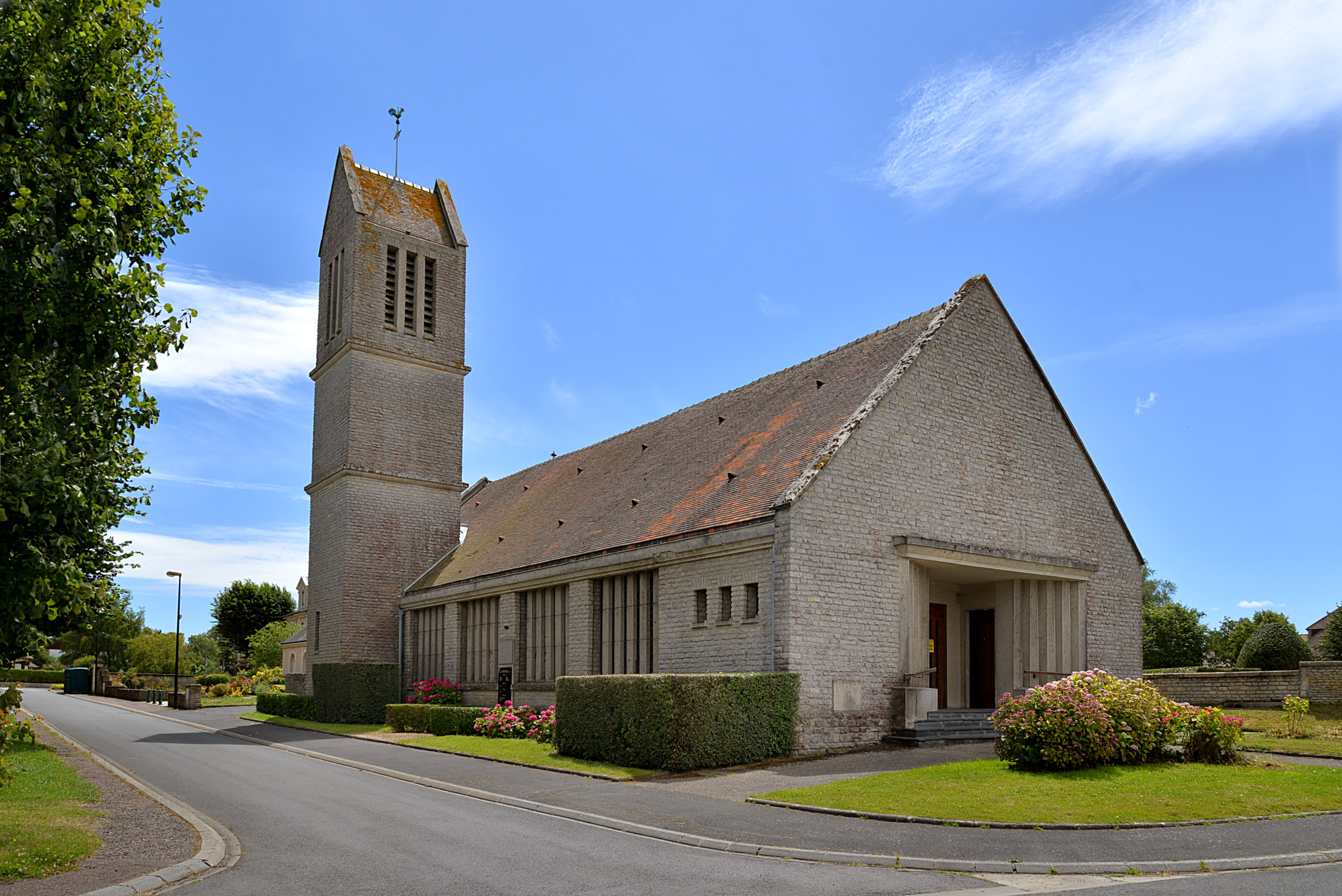
La nouvelle église Saint-Pierre.
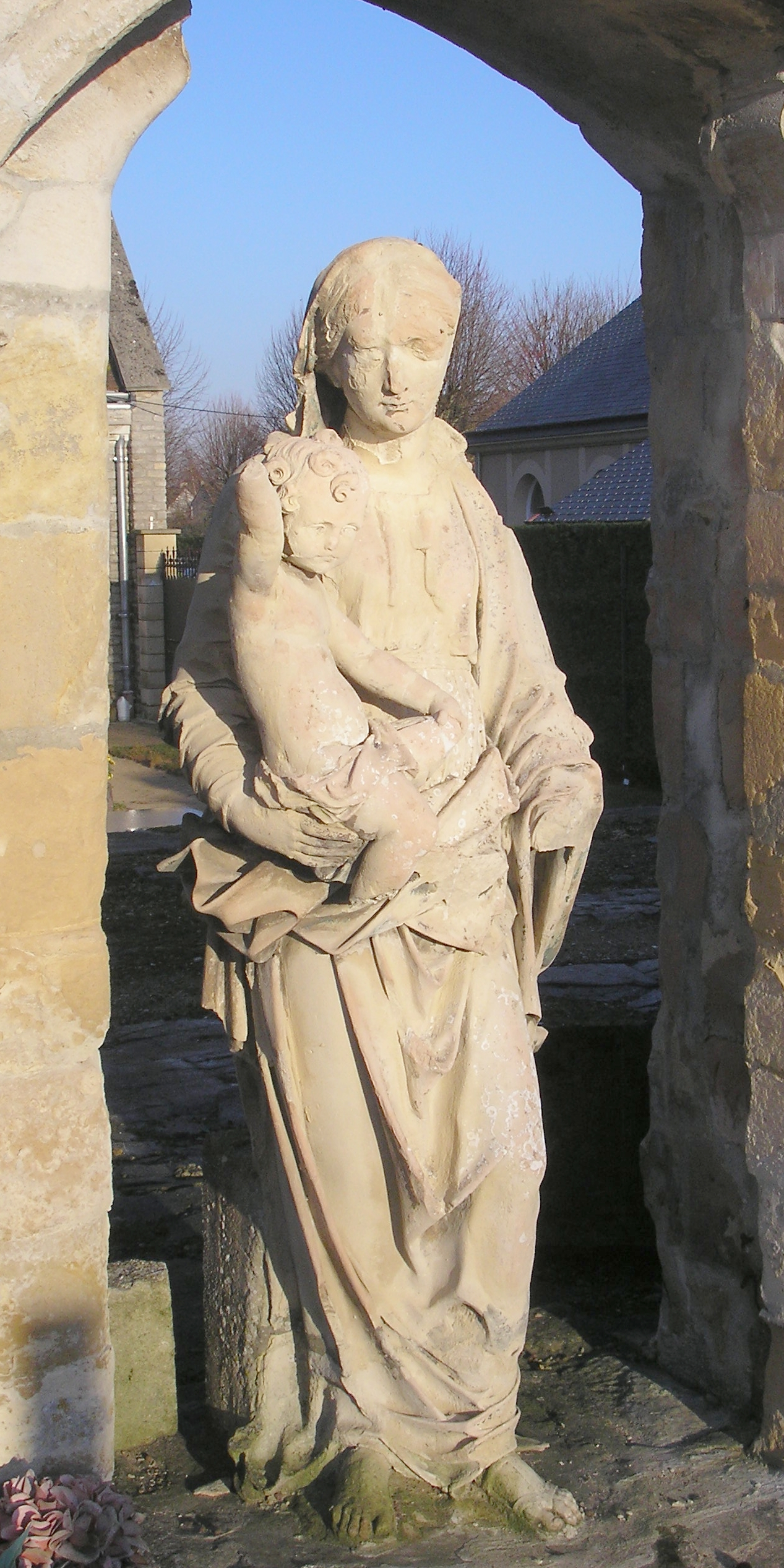
La Vierge à l'Enfant de l'ancienne église Saint-Pierre.
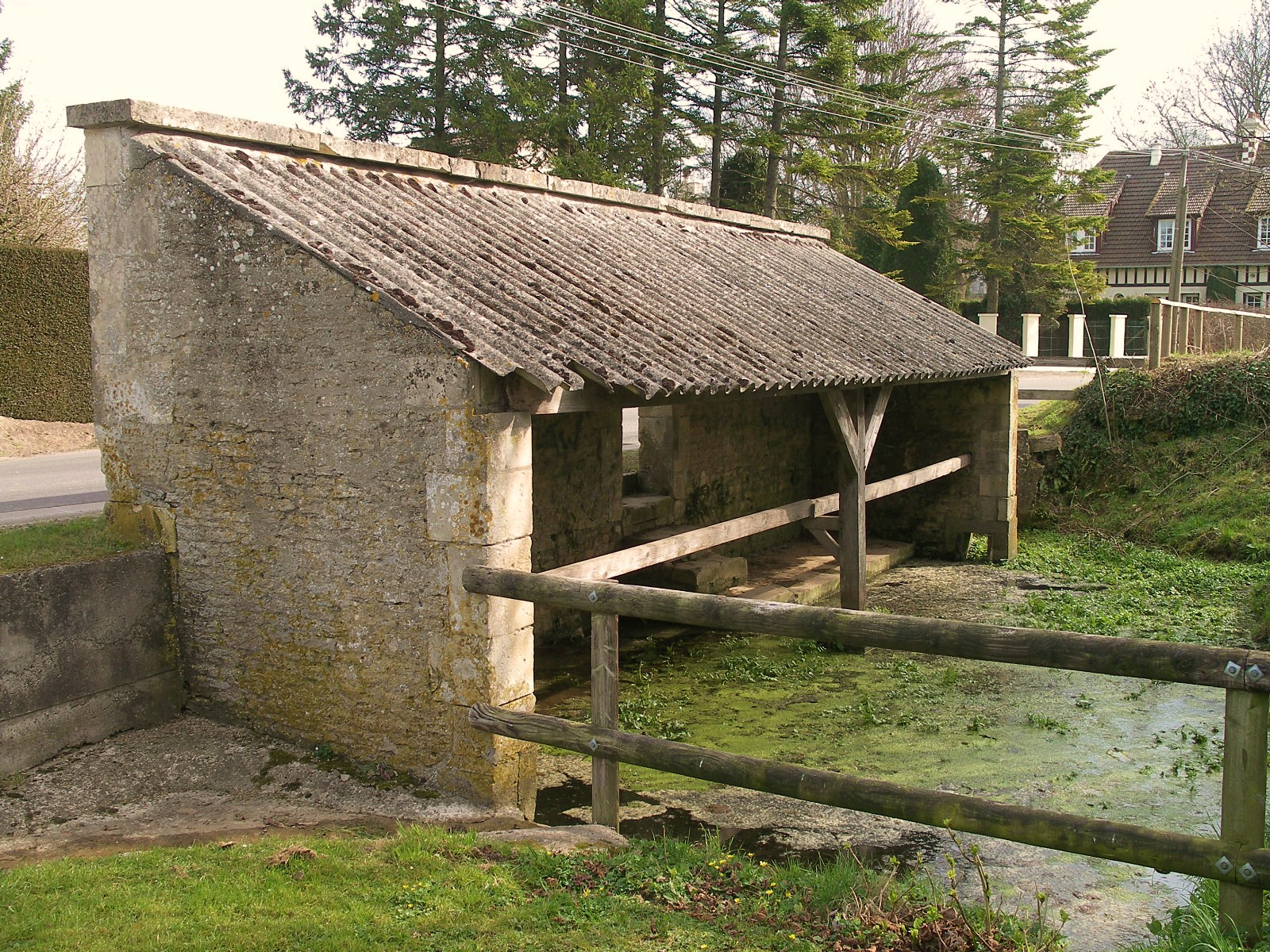
Le lavoir du Bas de Bréville.

### Activité et manifestations

#### Jumelages
- Hillerse (Allemagne).

#### Manifestations
Le comité des fêtes et des loisirs de Bréville organise chaque année depuis plus de vingt ans une course à pied à la fin du mois de juin.

### Héraldique
| Armes de Bréville-les-Monts | Les armes de la commune de Bréville-les-Monts se blasonnent ainsi : De gueules à la rose d'argent en pointe, au chef cousu de sable chargé de deux roses aussi d'argent. |